# Rinyaújnép
Rinyaújnép község Somogy vármegyében, a Barcsi járásban.

## Fekvése
Barcstól északnyugatra, a Rinya patak mellett, Bakháza és Rinyaújlak közt fekszik. Zsáktelepülés, közúton csak a Babócsa-Nagyatád közti 6807-es útból Háromfa déli külterületén keletnek kiágazó 68 116-os számú mellékúton érhető el. A központjától a déli falurészbe vezető rövid útszakasz is országos közútnak minősül, 68 130-as számozhással.

## Története
A községről szóló első írásos említés 1352-ből való, akkoriban Wynep alakban jelenik meg. Zsigmond király idejében az osztopáni Perneszy család birtokaként szerepel 1417-től - 1660 körüli időszakig. 
1713-ban a gróf Rindsmaul család nyerte adományként, 1773-ban pedig Végh Péter kanczelláriai előadó birtoka, majd 1835-ben Végh István örököseié. A 19. század közepén gróf Somssich Adolf volt a helység legnagyobb birtokosa, és gróf Somssich Viktoré volt a 20. század elején is. Első református iskolájáról az 1770-es évekből származó források úgy tesznek említést, mint az már régóta létezett. A 19. század közepétől gróf Somssich Adolf volt a helység nagybirtokosa.
1854-ben felépült a református temploma, körülbelül 250 református lakosa volt ekkoriban a községnek. A századelő első évtizedében 529 fő lakta a községet, akkoriban polgári olvasókör, és gazdakör is működött, valamint Hangya szövetkezet is megalakult. A szövetkezetesítés során Kossuth nevét vette fel a termelőszövetkezet, majd a későbbiekben egybeolvadt Babócsa, Bolhó, Somogyaracs községekkel Új Világ, majd később Határőr Mezőgazdasági Termelőszövetkezetként.
A szocialista rendszerben Babócsa társközsége volt. A település egyetlen utcáját neves szülöttéről, Gábor Andorról nevezték el. Jelenleg már oktatási intézménnyel nem rendelkezik, hisz a lakosság lélekszámával arányban az iskoláskorúak lélekszáma is minimálisra csökkent. A helyi önkormányzat közös fenntartással működteti - társulás keretében - a babócsai általános iskolát, az óvodát, valamint a körjegyzőséget is. Az itt lakók lélekszáma 74 fő, az óvodás- és iskoláskorúak száma pedig 17 fő.
Elöregedő, aprócska falu, községen belül munkalehetőség nincs, a fiatal és munkaképes korú lakosság a környező településeken dolgozik (6 fő). A gyerekek nyaranta a község határában lévő Rinya patakban fürödnek, a felnőttek pedig itt halásznak.
Az aprócska települést mostanában felfedezték maguknak a németek, mivel vonzó számukra a csend, a jó levegő, gáz-víz-villany-telefon megléte, s ezért az üresen álló lakóházakat sorra vásárolják meg.
A második világháború során romossá vált templom épületét nemrégiben építtette újjá az önkormányzat a község lakosságának összefogásával, s itt tartják a református istentiszteletet, valamint a katolikus miséket is. Amennyiben az elköltözés folytatódik, az idősek pedig kihalnak, úgy idővel a község külföldiek által nyaranta lakott üdülőfaluvá válik.

## Közélete

### Polgármesterei
- 1990–1994: Kiss Józsefné (független)[3]
- 1994–1998: Kiss Józsefné (független)[4]
- 1998–2002: Kiss Józsefné (független)[5]
- 2002–2006: Kiss Józsefné (független)[6]
- 2006–2010: Kiss Józsefné (független)[7]
- 2010–2014: Szüsz József (független)[8]
- 2014–2019: Istvánfi Brigitta (független)[9]
- 2019–2024: Istvánfi Brigitta (független)[10]
- 2024– : Istvánfi Brigitta (független)[1]

## Népesség
A település népességének változása:
| Lakosok száma | 54   | 52   | 55   | 53   | 46   | 46   | 49   |
|               | 2013 | 2014 | 2015 | 2021 | 2022 | 2023 | 2024 |

A 2011-es népszámlálás során a lakosok 95%-a magyarnak, 5% cigánynak, 7,5% németnek mondta magát (a kettős identitások miatt a végösszeg nagyobb lehet 100%-nál). A vallási megoszlás a következő volt: római katolikus 60%, református 30%, evangélikus 2,5%, felekezet nélküli 7,5%.
2022-ben a lakosság 58,7%-a vallotta magát magyarnak, 4,3% németnek, 4,3% cigánynak, 4,3% egyéb, nem hazai nemzetiségűnek (37% nem nyilatkozott; a kettős identitások miatt a végösszeg nagyobb lehet 100%-nál). Vallásuk szerint 8,7% volt római katolikus, 2,2% református, 2,2% evangélikus, 4,3% egyéb katolikus, 2,2% felekezeten kívüli (80,4% nem válaszolt).

## Híres emberek
- Gábor Andor, születési nevén Greiner Andor (Újnéppuszta, 1884. január 20. – Budapest, 1953. január 21.) Kossuth-díjas regényíró, költő, humorista, publicista, dalszövegíró.